# Astra 300
Astra 300 — испанский самозарядный пистолет, разработанный оружейной компанией «Astra-Unceta». Представляет собой уменьшенный вариант пистолета Astra 400, рассчитанный на применение патронов меньшей мощности.

## История
Пистолет, разработанный в 1922 году, производился начиная с 1922/1923 года. Первоначально он поставлялся на вооружение тюремной охраны, с 1928 — в ВМС Испании, а в 1930-е и в армию.
С октября 1941 по июль 1944 Германии было продано приблизительно 85 000 пистолетов по цене 31,7 рейхсмарок за штуку. Пистолеты, принятые на вооружение вермахта, имели клеймо немецкой военной приемки (Wehrmachtadler), клеймо приёмки — WA A57.

## Описание
Автоматика оружия работает за счет использования энергии отдачи свободного затвора. Запирание канала ствола осуществляется кожухом затвора и силой сжатия возвратной пружины, размещённой вокруг ствола.
Ударно-спусковой механизм куркового типа, одинарного действия, со скрытым расположением курка.
Магазин коробчатый, с однорядным расположением патронов. Ёмкость магазина, в зависимости от модели, составляет 7 патронов 7,65×17 мм или 6 патронов 9×17 мм. Прицельные приспособления открытого типа состоят из мушки и целика.

## Варианты и модификации
- Astra 300 — первая модель, выпускалась с 1922 по 1947 год, всего выпущено 171 300 шт.[1][4].
- Astra 3000 — послевоенная модификация Astra-300, всего с 1946 до 1956 года выпущено около 46500 шт.

## Страны-эксплуатанты
- Королевство Испания — в 1922 году Astra 300 была принята на вооружение тюремной охраны, в 1928 году — на вооружение военно-морского флота[1]
- Вторая Испанская Республика[1]
- Франкистская Испания[1]
- Италия - в ходе войны в Испании трофейные пистолеты использовались итальянскими войсками, некоторое количество сохранилось в подразделениях после их возвращения в Италию (и после капитуляции Италии и разоружения итальянских войск немцами в сентябре 1943 года они оказались у итальянских партизан)[5].
- СССР - в 1937-1938 гг. СССР закупил у Испанской республики небольшое количество пистолетов Astra 300[6]
- Финляндия — 100 шт. 7,65-мм пистолетов Astra-300 было закуплено в Испании в 1941 году, они использовались охраной лагерей военнопленных и шюцкором[7]
- нацистская Германия — во время войны в Испании, после захвата франкистами завода в городе Герника в апреле 1937 года, несколько сотен пистолетов Astra 300 были переданы на вооружение военнослужащих немецкого "Легиона Кондор"[8]; в период с октября 1941 по 21 июля 1944 года Испания продала 85 390 шт. пистолетов Astra 300 (63 000 шт. под патрон 9×17 мм и 22 390 шт. под патрон 7,65×17 мм)[1], которые поступали на вооружение немецких оккупационных войск во Франции, лётного и технического состава люфтваффе[9].

Некоторое количество пистолетов «Astra-300» осталось на территории СССР после окончания Великой Отечественной войны, случаи использования этого оружия криминальными элементами были зафиксированы в послевоенный период.